# Sable europeo

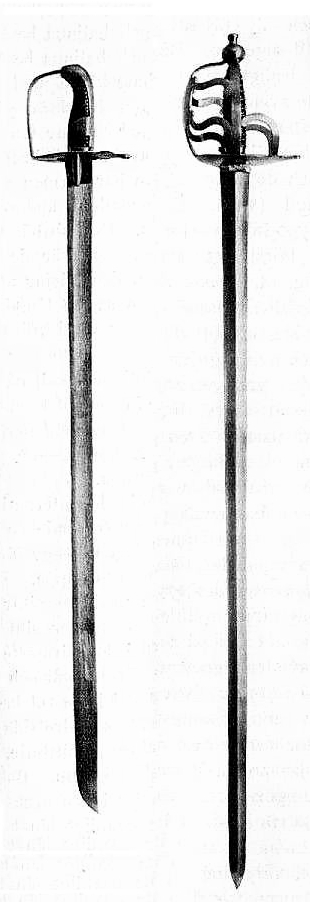
Espadas militares suecas (pallasch): un sable a la izquierda, a la derecha una espada ancha, desde 1780 a 1800.

Un sable es un tipo de espada europea caracterizada por tener una hoja recta de un solo filo y una empuñadura para ser agarrada con una sola mano. Se llama así porque la sección transversal triangular da un borde posterior plano enfrente de la borde de corte. Ejemplos posteriores a menudo tienen un "borde falso" en la espalda cerca de la punta, que era en muchos casos afiladas para hacer un borde real y facilitar ataques de perforación o cortes más letales. Desde de principios del siglo XIV y alrededor del siglo XV el sable se convirtió en el primer tipo de espada europea que estaba equipada con un protector para los nudillos.
El término "sable" también puede referirse al bastón, que es utilizado para entrenar y posteriormente para luchar con el sable, o para el deporte o de esta manera representar el arte de la lucha.
Al ser más fácil y más barata de fabricar que las espadas de doble filo, el sable europeo se convirtió en el arma favorita de la infantería común, incluyendo tropas irregulares como los Highland Scots, que en gaélico escocés fueron llamados el claidheamh cuil (back sword), después de uno de los varios términos usados para los distintos tipos de armas que utilizaron. El sable de un solo filo era a menudo el armas secundaria de la caballería europea a partir de finales del siglo XVI y principios del siglo XVII.

## Para leer más
- Włodzimierz Kwaśniewicz, Leksykon broni białej i miotającej, Warsaw: Varsavia, 2003.
- Pierre Goubert & Maarten Ultee, The Course of French History, Londres: Routledge, 1991.
- Philippe Contamine, War in the Middle Ages, Oxford: Blackwell, 1984 ISBN 0-631-13142-6
- R. G. Allanson-Winn y C. Phillipps-Wolley, Broad-sword and Single-stick: with chapters on quarter-staff, bayonet, cudgel, shillalah, walking-stick, umbrella, and other weapons of self-defence (Todas series de Inglaterra) Londres: George Bell, 1890.